# Amerila abdominalis
Amerila abdominalis är en fjärilsart som beskrevs av Rothschild 1933. Amerila abdominalis ingår i släktet Amerila och familjen björnspinnare. Inga underarter finns listade i Catalogue of Life.